# Red Queenhypothese

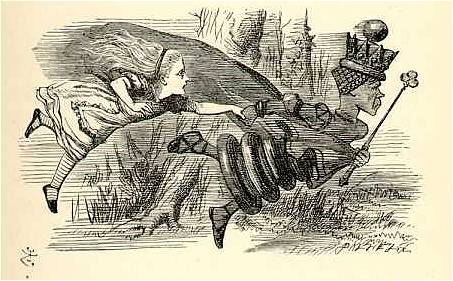
Illustratie door John Tenniel van de race van Alice en de Rode Koningin in het boek Through the Looking Glass van Lewis Carroll, 1871.

De Red Queenhypothese, Red Queen's race of het Red Queeneffect is een hypothese uit de evolutiebiologie die twee evolutionaire fenomenen probeert te verklaren: het voordeel van seksuele voortplanting op het niveau van individuen en de evolutionaire wapenwedloop tussen verschillende soorten. De theorie stelt dat een soort voortdurend moet evolueren om zijn ecologische niche te behouden.

## Naamgeving en geschiedenis
De naam komt van de race van Alice en de Rode Koningin in Lewis Carrolls Through the Looking Glass. De rode koningin zegt daarin tegen Alice: ... it takes all the running you can do, to keep in the same place. (Nederlands: ... om op dezelfde plek te blijven moet je zo hard rennen als je kan.)
De hypothese werd in 1973 geformuleerd door Leigh Van Valen als metafoor voor een evolutionaire wapenwedloop. Eerder had Van Valen een wet voor uitsterven geformuleerd, volgens welke de kans op uitsterven van een genetisch verwante groep organismen (bijvoorbeeld een familie) constant is voor elke groep en willekeurig voor groepen binnen dezelfde soort. De kans op uitsterven neemt volgens Van Valen dus niet af met de tijd, ondanks mogelijke evolutionaire aanpassingen. Dit komt volgens Van Valen omdat andere soorten ook evolueren.
De hypothese werd in 1982 uitgebreid door Graham Bell, die ook kleinere ontwikkelingen binnen soorten (micro-evolutie) en het voordeel van seksuele voortplanting besprak.

## Mechanisme
De Red Queenhypothese stelt dat elke verbetering die een soort door evolutie (mutatie gevolgd door natuurlijke selectie) ontwikkelt, nieuw voordeel voor die soort ten opzichte van andere soorten oplevert (men zegt dat de soort zijn fitness vergroot). Hierdoor is de soort in staat een groter deel van het beschikbare voedsel, territorium, enz. op te eisen. De andere soorten zullen hierop moeten reageren door zelf ook te verbeteren. Als een soort niet snel genoeg "meeverbetert" dreigt uitsterving.
Het bekendste voorbeeld van het effect is de wapenwedloop tussen predators en prooi. Als de prooi zich door evolutie beter leert verdedigen, zal de predator gedwongen zijn een betere aanval te ontwikkelen. Kortweg: als opeenvolgende generaties konijnen steeds wat harder gaan rennen door natuurlijke selectie zullen ook alleen de nakomelingen van de snelste vossen in de volgende generatie overblijven.

## Red Queenhypothese en seksuele voortplanting
Volgens de evolutiebiologie biedt seksuele voortplanting voordelen. Door het mengen van de genen van de vader en moeder van elk individu komt meer genetische variatie voor binnen de soort en kan de soort sneller evolueren. Dit stelt de soort in staat zich sneller aan veranderingen in de leefomgeving aan te passen en zijn niche in het ecosysteem bezet te houden.
De geaccepteerde theorie over het voordeel van seksen (ten opzichte van soorten die aseksuele voortplanting hebben) is de Vicar of Brayhypothese. Deze hypothese gaat ervan uit dat seksuele voortplanting alleen een voordeel is op het niveau van de soort (groepselectie). De Red Queenhypothese gaat er daarentegen van uit dat seksuele voortplanting ook op het niveau van individuen voordeel biedt. Door aan te nemen dat een evolutionaire wapenwedloop van organismen tegen parasieten plaatsvindt, worden "overbodige" genen belangrijk. Parasieten planten zich namelijk veel sneller voort dan dieren en planten. Terwijl voor de betreffende soorten één generatie verstrijkt, kan de parasiet door het veel sneller opvolgen van generaties zodanig geëvolueerd zijn, dat opeenvolgende generaties met compleet andere bedreigingen te maken hebben.
Volgens de Red Queenhypothese is de kans dat door evolutionaire aanpassing een afweermechanisme tegen parasieten wordt ontwikkeld bij seksuele voortplanting veel groter. Dit heeft twee redenen:
1. Als een DNA-mutatie ontstaat binnen een soort die zich aseksueel voortplant, zal dit gen zich alleen kunnen verspreiden door alle andere genen te vervangen. Andere voordelige mutaties zullen dan ook verdwijnen.
2. "Overbodige" genen (bijvoorbeeld mutaties) kunnen soms door combinatie met andere genen wel actief worden. De hoeveelheid mogelijke combinaties in DNA binnen een soort ligt bij seksuele voortplanting veel hoger dan bij aseksuele voortplanting vanwege het uitwisselen van allellen.

De paradox is, dat seksuele voortplanting ook veel nadelen geeft. De helft van de populatie bestaat uit mannetjes, die geen kinderen baren. Bij sommige soorten, zoals leeuwen, vormen de mannetjes een bedreiging voor de jongen van andere mannetjes (evolutiebioloog Richard Dawkins heeft dit geprobeerd te verklaren in zijn boek the Selfish Gene, genen die de kans op reproductie van concurrerend genetisch materiaal verkleinen zullen een evolutionair voordeel hebben). Vrouwtjes en mannetjes zullen energie en dus voedsel moeten steken in het aantrekken van elkaar en het vechten tegen concurrenten. Dit geeft bovendien nadelen aan prooidieren. Een paradijsvogel is opvallend gekleurd om individuen van het andere geslacht aan te trekken, maar valt tegelijkertijd op voor predators. Volgens de Red Queenhypothese wegen deze nadelen echter niet op tegen het voordeel van meer genetische variatie.

## Populair wetenschappelijk boek
Journalist Matt Ridley schreef in 1993 een boek over dit thema met als titel:
"The Red Queen: Sex and the Evolution of Human Nature ".

## Roman
Bioloog en auteur Dirk Draulans schreef in 1994 een roman rond dit thema. De titel was "De rode koningin". Hierin schetst hij een aanval door een vrouwelijke wetenschapper op het Y-chromosoom. Het mannelijk deel van de bevolking sterft uit op 1 man na, die resistent blijkt voor het gemanipuleerde pokkenvirus. Maar ook de overblijvende vrouwen blijken genetische schade te hebben opgelopen. Dit hoewel zij zich wel kunnen voortplanten door 2 genetisch verschillende eicellen te laten samensmelten. Sinds het ontwikkelen van het CRISPR-cas enzym staat de theorie sterk in de belangstelling.